# Front des travailleurs (Croatie)
Le Front des travailleurs (croate : Radnička fronta, RF) est un parti politique socialiste démocratique et progressiste en Croatie.

## Objectifs et idéologie
Le programme politique Socialisme démocratique pour le XXIe siècle (croate : Demokratski socijalizam 21. stoljeća ) adopté lors des élections présidentielles, s'inspirant fortement de ceux de Bernie Sanders et Jeremy Corbyn, est à nouveau utilisé pour les élections législatives suivantes. Certains le caractérisent comme populiste de gauche en le comparant à des partis comme Podemos et SYRIZA,.
Le Front des travailleurs vise à devenir un large front progressiste, dédié à un changement radical des relations politiques, économiques et sociales en faveur des droits des travailleurs et de tous les opprimés.
Afin d’opérer ce changement, le Front des travailleurs vise à coordonner diverses luttes progressistes, comme la lutte sociale anticapitaliste pour les droits des travailleurs et la démocratie économique, la lutte antifasciste, la lutte pour les droits des femmes et des LGBT ou encore l'écologie ,,.

## Histoire
Le Front des travailleurs est formé en mai 2014 à l'initiative de travailleurs, de syndicalistes, de chômeurs et d'étudiants,.
En mars 2017, le Front des travailleurs a annoncé sa coalition avec Nouvelle Gauche et Développement durable de la Croatie, Zagreb est nôtre! (en) et pour la ville au sein du Bloc de gauche pour les élections locales à Split et à Zagreb. Aux élections municipales de Zagreb, la coalition a remporté 7,64 % des voix et quatre sièges à l'assemblée municipale, dont un appartient au Front des travailleurs. Lors des élections municipales de Split, la coalition a obtenu 4,36 % des voix, échouant à entrer au conseil municipal.
Le 8 septembre 2018, le Front des travailleurs signe une déclaration de coopération mutuelle avec Nouvelle Gauche, Développement durable croate et le Parti ouvrier socialiste de Croatie à Šibenik. La Déclaration de Šibenik (croate : Šibenska deklaracija) contient diverses critiques de la société croate, ainsi que celle du système capitaliste actuel en général.
Le 18 décembre 2018, Katarina Peović, membre du Front des travailleurs et ancienne membre de l'Assemblée municipale de Zagreb, a annoncé sa candidature à l'élection présidentielle croate de 2019-2020. Elle également est soutenue par Nouvelle Gauche et le Parti ouvrier socialiste de Croatie et finie 8ème au premier tour avec 1,14 % des suffrages exprimés.
En mai 2020, le Front des travailleurs rejoint la Coalition de la gauche verte pour les élections législatives croates de 2020. La coalition remporte 7 sièges au Parlement, dont un appartient au Front des travailleurs.
En décembre 2020, le Front des travailleurs est expulsé de la coalition en raison de conflits avec les autres partis, notamment parce que certains refusaient de soutenir la candidature de Peović à la mairie de Rijeka.

## Résultats électoraux

### Parlement croate
| Année | Nombre de voix      | % des suffrages exprimés | Nombre de sièges remportés | Évolution du nombre de sièges | Coalition                    |
| ----- | ------------------- | ------------------------ | -------------------------- | ----------------------------- | ---------------------------- |
| 2015  | 6 194               | 0,41 %                   | 0 / 151                    | Nouveau                       | —                            |
| 2020  | 116 480 (coalition) | 6,99 % (coalition)       | 1 / 151                    | 1                             | Coalition de la gauche verte |

### Assemblée municipale de Zagreb
| Année | Nombre de voix     | % des suffrages exprimés | Nombre de sièges remportés | Évolution du nombre de sièges | Coalition                    |
| ----- | ------------------ | ------------------------ | -------------------------- | ----------------------------- | ---------------------------- |
| 2017  | 24 706 (coalition) | 7,64 % (coalition)       | 1 / 51                     | 1                             | Coalition de la gauche verte |
| 2021  | 1 385              | 0,43 %                   | 0 / 47                     | 1                             | —                            |

### Parlement européen
| Année | Vote populaire | % des suffrages exprimés | Nombre de sièges remportés | Évolution du nombre de sièges | Coalition | Affiliation(s) |
| ----- | -------------- | ------------------------ | -------------------------- | ----------------------------- | --------- | -------------- |
| 2019  | 2 622          | 0,24 %                   | 0 / 12                     | Nouveau                       | Avec SRP  | EACL / EL      |

### Président de la Croatie
| Élection  | Candidat        | Rang | Nombres de voix | % des suffrages exprimés |
| --------- | --------------- | ---- | --------------- | ------------------------ |
| 2019-2020 | Katarina Peovic | 8e   | 21 387          | 1,14 %                   |